# Cikokol
Cikokol is een bestuurslaag in het regentschap Tangerang van de provincie Banten, Indonesië. Cikokol telt 28.934 inwoners (volkstelling 2010).